# 인도네시아의 보건의료
인도네시아의 의료에 대한 정부 지출은 2018년 총 국내 총생산의 약 3.1%였다.
2019년 기준 인도네시아에는 2,813개의 병원이 있으며, 이 중 63.5%가 민간 조직에서 운영하고 있다. 2012년 인도네시아 보건부 자료에 따르면 전국에 2,454개의 병원이 있으며 총 305,242개의 병상이 있으며 인구 1,000명당 병상 수는 0.9개이다. 대부분의 병원은 도시 지역에 있다. 2012년 세계은행 자료에 따르면 인도네시아에는 인구 1,000명당 의사가 0.2명, 간호사와 조산사가 1.2명 있다. 인도네시아에 있는 2,454개 병원 중 20개 병원이 2015년 현재 JCI(Joint Commission International)의 인증을 받았다. 또한 인도네시아 보건부에 의해 등재된 정부 재정 지원 건강 커뮤니티 센터가 9,718개 있으며, 하위 지구 수준의 인구에게 포괄적인 의료 및 예방 접종을 제공한다. 전통적 및 현대적 건강 관행이 모두 사용된다.
인도네시아의 지역사회 보건 시스템은 3단계로 구성되어 있다. 일단, 지역사회 보건 센터가 있고, 그 다음은 두 번째 수준에 보건 하위 센터가 있으며, 세 번째 수준에는 마을 수준 통합 포스트가 있다.
2010년에 인도네시아인의 약 56%, 주로 공무원, 저소득 소득자, 개인 보험이 있는 사람들이 어떤 형태로든 건강 보험에 가입했다. 2014년에 시작된 보편적 사회 건강 보험 제도의 시행에 따라 2019년까지 비율이 100%에 도달할 것으로 예상되었다. 2020년 현재 인구의 약 83%(2억 2,300만 명)가 이 제도의 혜택을 받았다. 목표는 기본(3등급) 병상에 있는 모든 입원에 대해 무료 서비스를 제공하는 것이었다.
인도네시아의 의료 서비스는 전통적으로 세분화되어 있다. 민간 보험은 사회에서 가장 빈곤한 사람들을 위한 기본 공적 보험과 함께 민간 보험이 제공되며 공공 또는 민간 제도의 적용을 받지 않는 사람들에게 서비스를 제공하는 전문 분야에서 일하는 NGO가 있다. 2014년 1월 정부는 보편적 의료 서비스를 구현하기 위한 계획인 Jaminan Kesehatan Nasional (JKN, "국민 건강 보험")을 시작했다. 건강 관리에 대한 지출이 매년 12% 증가하고 2019년까지 연간 460억 달러에 이를 것으로 예상되었다.
JKN에 따라 모든 인도네시아인은 공공 서비스 제공자와 이 제도에 가입하기로 선택한 민간 조직의 의료 서비스를 통해 다양한 치료에 대한 보장을 받게 된다. 정식 고용자는 급여의 5%에 해당하는 보험료를 지불하며, 1%는 직원이, 4%는 고용주가 지불한다. 비공식 근로자와 자영업자는 25,500~59,500 IDR (£1.34~£3.12)의 고정 월 보험료를 지불한다. 그러나 이 계획은 지나치게 야심차고 행정 능력이 부족하며 외딴 지역의 의료 인프라 개선 필요성을 해결하지 못했다는 비판을 받아왔다. 프로그램 관리 조직인 사회보장국의 관계자는 JKN이 첫 해에 회원 등록 목표를 초과 달성했으며(목표 1억 2,160만 명에 비해 1억 3,340만 명 등록), 독립적인 설문 조사에 따르면, 고객만족도는 81%, JKN 인지도는 95%였으며, 평균 1.5일 이내에 불만이 해결되었다. JKN은 단계적으로 구현될 것으로 예상된다. 2014년 1월에 초기 단계가 시행되었을 때 국가 인구의 48%가 보장을 받았다. 2018년 4월 이 제도에는 1억 9,500만 명의 등록자(인구의 75%)가 있다.